# Taichung

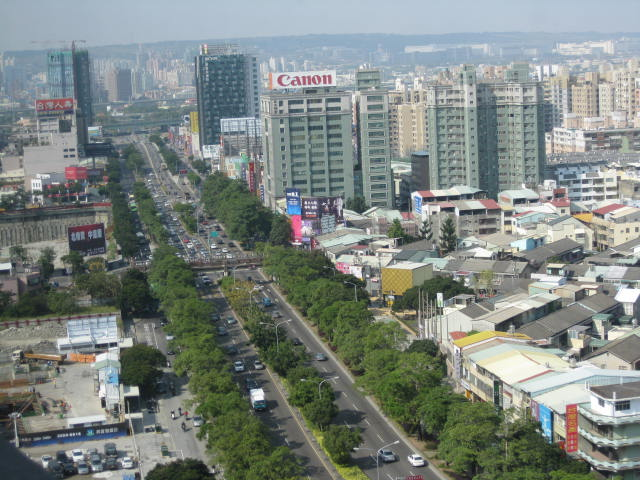
Taichung

Taichung (臺中市 în chineza tradițională) este un oraș din Taiwan. Este al doilea oraș ca număr de locuitori din Taiwan, având 2,81 milioane de locuitori.

## Personalități născute aici
- Chang Chih-chia (1980 - 2024), jucător de baseball.